# Баба Адаму
Баба Адаму (англ. Baba Adamu, нар. 20 жовтня 1979, Кумасі) — ганський футболіст, що грав на позиції нападника, зокрема за національну збірну Гани.

## Клубна кар'єра
У дорослому футболі дебютував 1996 року виступами за команду «Сведру Олл Блекс», в якій провів один сезон. 
За рік молодого нападника запросив до своїх лав еміртаський «Аль-Шабаб» (Дубай), кольори якого той захищав протягом чотирьох сезонів.
2001 року перебравс до російського «Ростова». Більшу частину 2000-х виступав за кордоном, проте у жодній зі своїх команд того періоду основним гравцем не став і змінював клуб майже щороку. Крім «Ростава» встиг пограти в Росії за московський «Локомотив», «Москву» та «Крила Рад» (Самара), також виступав у Білорусі за «Динамо» (Мінськ), за еміратський «Аль-Наср» (Дубай), турецький «Сакар'яспор» та саудівський «Аль-Гіляль».
2008 року повернувся до Гани, ставши гравцем команди «Асанте Котоко». До завершення кар'єри у 2012 виступав на батьківщині за «Кінг Файсал Бейбс» та «Берекум Челсі».

## Виступи за збірну
1999 року дебютував в офіційних матчах у складі національної збірної Гани.
У складі збірної був учасником Кубка африканських націй 2006 року в Єгипті, де взяв участь в одній грі групового етапу і забив єдиний гол своєї команди у програному з рахунком 1:2 матчі проти Зімбабве.
Загалом протягом восьмирічної кар'єри у національній команді провів у її формі 10 матчів, забивши 2 голи.